# Раст
Раст (рум. Rast) — комуна у повіті Долж в Румунії. До складу комуни входить єдине село Раст.
Комуна розташована на відстані 232 км на захід від Бухареста, 64 км на південний захід від Крайови.

## Населення
За даними перепису населення 2002 року у комуні проживали 3797 осіб.
Національний склад населення комуни:
| Національність | Кількість осіб | Відсоток |
| -------------- | -------------- | -------- |
| румуни         | 3692           | 97,2%    |
| цигани         | 105            | 2,8%     |

Рідною мовою назвали:
| Мова      | Кількість осіб | Відсоток |
| --------- | -------------- | -------- |
| румунська | 3766           | 99,2%    |
| циганська | 31             | 0,8%     |

Склад населення комуни за віросповіданням:
| Релігія       | Кількість осіб | Відсоток |
| ------------- | -------------- | -------- |
| православні   | 3772           | 99,3%    |
| п'ятдесятники | 20             | 0,5%     |
| адвентисти    | 3              | 0,1%     |
| баптисти      | 1              | < 0,1%   |
| лютерани      | 1              | < 0,1%   |

## Зовнішні посилання
- Дані про комуну Раст на сайті Ghidul Primăriilor